# Le Temps retrouvé
Pour les articles homonymes, voir Le Temps retrouvé (homonymie).
Le Temps retrouvé est le septième et dernier tome de À la recherche du temps perdu de Marcel Proust, publié en 1927 à titre posthume.

## Résumé
L’œuvre s’ouvre sur le séjour du narrateur chez Gilberte de Saint-Loup à Tansonville. Le narrateur refait les chemins qu'il faisait enfant et découvre que le côté de chez Swann et le côté de Guermantes se rejoignent par une route. Ce qui fait écho au mariage entre Gilberte et Robert de Saint-Loup, même si l'homosexualité de celui-ci l'amène à se détourner de sa femme. Une lecture d’un passage inédit du journal des Goncourt (mettant en scène une soirée chez les Verdurins) entraîne le narrateur dans des réflexions sur l'art et la littérature, d'où il conclut en se demandant « si tous les gens que nous regrettons de ne pas avoir connus parce que Balzac les peignait dans ses livres […] ne m'eussent pas paru d'insignifiantes personnes, soit par une infirmité de ma nature, soit qu'elles ne dussent leur prestige qu'à une magie illusoire de la littérature ».
L'action se poursuit ensuite à Paris, en 1916. Le narrateur découvre que bien que le pays soit en guerre, les salons continuent à se tenir notamment celui de Mme Verdurin et celui de Mme Bontemps, qui affichent un luxe inouï. La guerre se poursuit : Robert part au front, tandis qu'à Tansonville, Gilberte voit son château être réquisitionné par l'état-major allemand. À Paris le Baron de Charlus s'isole de plus en plus, affichant une sympathie pour l'Allemagne et en proie aux rumeurs colportées par Mme Verdurin et Morel, qui réussit à se faire réformer. 
Une nuit, après avoir croisé le Baron Charlus et avoir tenu avec lui une discussion sur Morel, le narrateur est soudainement attiré par le seul hôtel éclairé et décide de s'y rendre après y avoir vu un militaire qui ressemblait à Saint-Loup. Il y découvre un lieu mal famé fréquenté par des hommes vulgaires du peuple. Dans une chambre il observe à la dérobée le Baron Charlus enchainé dans un lit, fouetté et effectuant des actes de masochisme. L'hôtel est en réalité tenu par Jupien afin que le Baron puisse assouvir ses vices. 
Robert de Saint-Loup finit par mourir au front. Affecté par ce décès, le narrateur découvre que c'est aussi le cas pour la tante de Robert, la Duchesse de Guermantes qu'il pensait assez indifférente et sans cœur. Le narrateur finit par passer plusieurs années dans une maison de santé loin de Paris. Il est peu à peu hanté par l'idée qu'il n'arrivera jamais à écrire de roman. De retour à Paris, il se rend à une matinée chez le Prince de Guermantes. Lorsqu'il arrive, les invités sont occupés à écouter un morceau de musique dans une salle dont l'accès lui est refusé. Alors qu'il attend, différents éléments (la vue d'un pavé de guingois, le tintement d'une cuillère contre une assiette et la raideur d'une serviette) font  remonter en lui des souvenirs lointains qui lui redonnent l'envie d'écrire sur le passé, ce  « temps perdu » qu'il retrouve par petites touches. 
Lorsqu'il est autorisé à rejoindre la salle, le narrateur observe les invités et est persuadé que ceux-ci se sont costumés afin de se faire passer pour des vieillards. Il s'aperçoit alors qu'en réalité, ceux-ci ont vieilli et lui aussi. S'ensuit la description du changement tant physique que moral de différents personnages : entre ceux qui ont grossi ou maigri, ceux qui ressemblent à leur père, ceux que la vieillesse a rendu plus sages ou gâteux. Seule Odette de Forcheville semble ne pas avoir vieilli, et a pour amant le duc de Guermantes. 
Mme Verdurin est devenue princesse de Guermantes à la suite d'un mariage avec le prince de Guermantes alors veuf et ruiné par la guerre. Celui-ci finit par s'éteindre à son tour et elle de se remarier avec un cousin du prince. Le narrateur découvre avec étonnement que le nom de Guermantes n'est plus un nom glorieux pour la nouvelle génération. 
Le narrateur se retrouve face à deux femmes qu'il ne reconnait pas au premier abord : Gilberte qui a grossi et Rachel qui est devenue une affreuse vieille dame. Il s'aperçoit aussi que la duchesse de Guermantes n'est plus aussi intelligente qu'autrefois, et que Morel passe pour un homme de haute moralité
Il décide après cette matinée de commencer son œuvre et de raconter cet autrefois, ce temps perdu même si la tâche semble immense. Même s'il craint manquer de temps, il décide toutefois de consacrer la dernière partie de sa vie à cette tâche, Françoise restant servante à ses côtés. Il se souvient alors de son enfance, du départ de Swann à Combray et du moment où il attendait que sa mère vienne l'embrasser.

## Lecture linéaire

### Chapitre premier
1. Métamorphose de Saint-Loup.
2. La fille aux yeux d’or de Balzac : lecture de Gilberte dont elle fait part au narrateur.
3. Questionnement sur la littérature et l’écriture.
4. Passage inédit du Journal des Goncourt pastiché par Proust.
5. « Je résolus de laisser provisoirement de côté les objections qu'avaient pu faire naître en moi contre la littérature ces pages des Goncourt. »
6. Digression sur la littérature : capacité à observer au-delà de la surface, à voir la profondeur des êtres et des choses.
7. Médiocrité apparente de l’homme de génie artistique et des gens qu’il fréquente. Mais derrière cette apparente médiocrité, puissance visionnaire, capacité à peindre, à observer. Exemples : Balzac et Bergotte.
8. Métamorphose de Paris.

### Chapitre deuxième
1. Les toilettes des dames pendant la guerre.
2. Renouvellement des dames à la mode.
3. Évolution de jugements sociaux : le dreyfusisme ne choque plus de même que le mariage de Saint-Loup avec Gilberte n’interpelle plus personne, tant cette dernière est riche. Et, de plus, les dreyfusards deviennent les patriotes d’aujourd’hui, défenseur de la « loi de trois ans » sur la conscription.
4. Mme Verdurin/Mme Bontemps : ascension finale des Verdurin ; apogée du salon.
5. Description du nouveau salon Verdurin. Un soldat passe derrière la vitre. Comparaison avec les pêcheurs que le narrateur apercevait jadis à Balbec derrière la baie vitrée de l’hôtel.
6. Description de Paris la nuit sans éclairages publics du fait de la guerre.
7. Saint-Loup/Bloch et l’engagement dans la guerre. Saint-Loup au narrateur sur la guerre. Le liftier de l’hôtel de Balbec s’engage comme aviateur.
8. Dialogue savoureux Françoise/maître d’hôtel du narrateur : attention portée par le narrateur à la langue des domestiques : aspect malin, intelligence populaire de Françoise. Curiosité domestique bienveillante.
9. Le narrateur en maison de santé. Lettre de Gilberte et de Saint-Loup. Gilberte quitte Paris. Tansonville envahie par les troupes allemandes.  Lettre de Saint-Loup du front. Poésie de Saint-Loup, au-delà des clichés des visions poétiques ordinaires de la guerre.
10. Visite de Saint-Loup au narrateur : Description poétique et futuriste de la guerre par Saint Loup. Discussions stratégiques. À guerre nouvelle, stratégie nouvelle héritée des anciennes guerres mais à renouveler sans cesse.
11. Évolution de Saint-Loup : élévation intellectuelle.
12. Nouvelle promenade du narrateur dans le Paris nocturne non-éclairé.
13. Au détours de sa promenade, le narrateur rencontre un homme qu'il n’identifie pas tout de suite qui se révèle être le baron de Charlus : il ne s’agit plus comme à Balbec de découvrir l’inversion cachée derrière Charlus, mais de voir la particularité de M de Charlus derrière l’inversion que toute sa personne traduit désormais.
14. Jugement de Mme Verdurin sur M de Charlus : « il était d’avant-guerre. » 1) La mauvaise réputation maintenant connue de M de Charlus : l’inversion. 2) Germanisme du baron qui passe très mal en ces temps de guerre où il faut se montrer patriote pour être dans le monde  : « Point de vue moins transcendant et plus pratique, Mme Verdurin affectait de croire qu'il n'était pas Français. »
15. Or, jugement cruel, injuste d’après le narrateur qui intervient pour rétablir la vérité sur M de Charlus contre le jugement de la mode et du monde car M de Charlus : « Un homme ayant des idées élevées, d’une sensibilité extraordinaire, une manière de saint. » Cruauté et méchanceté particulière de Morel, le violoniste jadis amant de M de Charlus qui n’a fait que profiter de ce dernier pour se hisser dans le monde et le clan Verdurin.
16. Pédophilie de M de Charlus.
17. Mort de Cottard et de M Verdurin, chagrin d'Elstir.
18. Analyse par le narrateur de la germanophilie de M de Charlus qui a d'après lui trois raisons  : 1) Son raffinement intellectuel 2) Sa sensibilité et sa pitié. Son aversion pour l’injustice. 3) Enfin, un dernier trait complétera cette germanophilie de M. de Charlus  : « il la devait, et par une réaction très bizarre, à son « charlisme ». »

## Livre audio
- Marcel Proust (auteur), Michael Lonsdale (conarrateur), Denis Podalydès (conarrateur) et André Dussollier (conarrateur), Le Temps retrouvé, Paris, Éditions Thélème, 16 novembre 2006 (ISBN 978-2-87862-524-0, BNF 41477553)Support : 12 disques compacts audio ; durée : 15 h 8 min environ ; référence éditeur : Éditions Thélème 827

## Divers
Le Temps retrouvé figure au programme de l'agrégation de lettres modernes 2015 et 2016 (littérature comparée) et de l'agrégation de lettres classiques et modernes 2023 (littérature française).